# Береборн
Береборн (њем. Bereborn) општина је у њемачкој савезној држави Рајна-Палатинат. Једно је од 109 општинских средишта округа Вулканајфел. Према процјени из 2010. у општини је живјело 116 становника. Посједује регионалну шифру (AGS) 7233202.

## Географски и демографски подаци
Береборн се налази у савезној држави Рајна-Палатинат у округу Вулканајфел. Општина се налази на надморској висини од 503 метра. Површина општине износи 2,6 km². У самом мјесту је, према процјени из 2010. године, живјело 116 становника. Просјечна густина становништва износи 45 становника/km².